# Hollywood Rehearsal
Hollywood Rehearsal és un àlbum de música de col·lecció de L.A. Guns.

## Cançons
1. I Feel Nice
2. High On You
3. Strange Boat
4. Gunslinger
5. Rip Off
6. Should I Stay Or Should I Go
7. Custard Pie
8. Rock Candy
9. All The Way
10. Guilty
11. Long Time Dead (Remix)
12. Dangerous Games

## Formació
- Phil Lewis: Veus
- Tracii Guns: Guitarra
- Mick Cripps: Guitarra i teclats
- Kelly Nickels: Baix
- Steve Riley: Bateria